# Paul Winfield
Paul Edward Winfield, född 22 maj 1939 i Los Angeles, Kalifornien, död 7 mars 2004 i Los Angeles, var en amerikansk TV- och filmskådespelare. 
Bland annat medverkade han i actionfilmerna Dödsängeln – Terminator (1984), Cliffhanger (1993) och komedin Mars Attacks! (1996).

## Filmografi (urval)
- 1965 – Perry Mason (TV-serie) (1 avsnitt)
- 1966 – Mannen från UNCLE (TV-serie) (1 avsnitt)
- 1967 – Ro hit med stålarna!
- 1968–1972 – Brottsplats: San Francisco (TV-serie) (2 avsnitt)
- 1968 – På farligt uppdrag (TV-serie) (1 avsnitt)
- 1969 – High Chaparral (TV-serie) (1 avsnitt)
- 1969 – Mannix (TV-serie) (1 avsnitt)
- 1969 – Urladdning
- 1972 – Sounder
- 1979 – Roots: The Next Generations (TV-serie) (1 avsnitt)
- 1982 – Star Trek II – Khans vrede
- 1984 – Dödsängeln – Terminator
- 1984 – Stuntmannen (TV-serie) (1 avsnitt)
- 1985 – Mord och inga visor (TV-serie) (1 avsnitt)
- 1986 – Blue City – Staden bortom lagen
- 1990 – Lagens änglar (TV-serie) (4 avsnitt)
- 1990 – Misstänkt för mord
- 1991 – Räkna med bråk (TV-serie) (1 avsnitt)
- 1991 – Star Trek: The Next Generation (TV-serie) (1 avsnitt)
- 1993 – Cliffhanger
- 1993 – Dennis
- 1994 – Scarlett (TV-serie)
- 1995 – Babylon 5 (TV-serie) (1 avsnitt)
- 1995–1996 – Gargoyles (TV-serie) (röstroll, 3 avsnitt)
- 1996 – Mars Attacks!
- 1996–1998 – Simpsons (TV-serie) (röstroll, 2 avsnitt)
- 1997 – Spider-Man (TV-serie) (3 avsnitt)
- 1998 – Walker, Texas Ranger (TV-serie) (1 avsnitt)
- 1999–2000 – Batman Beyond (TV-serie) (röstroll, 3 avsnitt)
- 2002 – Jordan, rättsläkare (TV-serie) (1 avsnitt)